# 贺兰都督府
贺兰都督府，唐朝时设置的羁縻都督府。
贞观六年（632年）以铁勒契苾部置，治所在凉州（州治姑臧县，今甘肃省武威市）。属凉州大都督府。开元十五年（727年）契苾部迁回漠北后废。 